# Lekkoatletyka na Letnich Igrzyskach Olimpijskich 1920 – bieg na 3000 m z przeszkodami mężczyzn
Bieg na 3000 m z przeszkodami mężczyzn był jedną z konkurencji lekkoatletycznych na Letnich Igrzyskach Olimpijskich 1920. Zawody odbyły się w dniach 18-20 sierpnia. W zawodach uczestniczyło 16 zawodników z 6 państw.

## Rekordy
| Rekord świata     | 9:49,8(*)   | Jonas Ternström | Malmö (SWE)  | 4 lipca 1914  |
| Rekord olimpijski | 10:47,8(**) | Arthur Russell  | Londyn (GBR) | 22 lipca 1908 |

(*) nieoficjalny
(**) Dystans powyżej 3200 metrów. Ekwiwalent dla 3000 m wynosił 10:08,0 minut.

## Wyniki

### Półfinały
Półfinał 1
| Miejsce | Zawodnik          | Czas    | Kwal. |
| ------- | ----------------- | ------- | ----- |
| 1       | Michael Devaney   | 10:23,0 | Q OR  |
| 2       | Ernesto Ambrosini | 10:33,6 | Q     |
| 3       | Oskari Rissanen   | 11:07,5 | Q     |
| 4       | Edmond Brossard   |         |       |

Półfinał 2
| Miejsce | Zawodnik      | Czas    | Kwal. |
| ------- | ------------- | ------- | ----- |
| 1       | Patrick Flynn | 10:36,0 | Q     |
| 2       | Lars Hedwall  | 10:43,5 | Q     |
| 3       | Ray Watson    | 10:49,0 | Q     |
| 4       | Robert Geyer  | 11:11,9 |       |

Półfinał 3
| Miejsce | Zawodnik           | Czas    | Kwal. |
| ------- | ------------------ | ------- | ----- |
| 1       | Percy Hodge        | 10:17,4 | Q OR  |
| 2       | Gustaf Mattsson    | 10:22,6 | Q     |
| 3       | Albert Hulsebosch  | 10:26,8 | Q     |
| 4       | Ilmari Vesamaa     | 10:32,2 |       |
| 5       | Frédéric Langrenay | 10:39,8 |       |
| 6       | Georges Guillon    | 10:44,3 |       |
| —       | Carlo Martinenghi  | DNF     |       |
| —       | Josef Holsner      | DNF     |       |

### Finał
| Miejsce | Zawodnik          | Czas       |
| ------- | ----------------- | ---------- |
| 1       | Percy Hodge       | 10:00,4 OR |
| 2       | Patrick Flynn     | 10:21,1    |
| 3       | Ernesto Ambrosini | 10:32,0    |
| 4       | Gustaf Mattsson   | 10:32,1    |
| 5       | Michael Devaney   | 10:34,3    |
| 6       | Albert Hulsebosch | 10:37,7    |
| 7       | Lars Hedwall      | 10:42,2    |
| 8       | Ray Watson        | 10:50,3    |
| —       | Oskari Rissanen   | DNS        |